# Andrzej Rudy
Pour les articles homonymes, voir Rudy.
Andrzej Rudy est un footballeur polonais, aujourd'hui devenu entraîneur, né le 15 octobre 1965 à Ścinawa.

## Palmarès
- 16 sélections et 3 buts avec l'équipe de Pologne.